# NGC 3222
NGC 3222 est une galaxie lenticulaire située dans la constellation du Lion. NGC 3222 a été découverte par l'astronome allemand August Winnecke en 1855.

## Caractéristiques
Sa vitesse par rapport au fond diffus cosmologique est de 5 908 ± 35 km/s, ce qui correspond à une distance de Hubble de 87,1 ± 6,1 Mpc (∼284 millions d'al).
À ce jour, trois non basées sur le décalage vers le rouge (redshift) donnent une distance de 44,300 ± 9,007 Mpc (∼144 millions d'al), ce qui est très loin à l'extérieur des valeurs de la distance de Hubble. Notons que c'est avec la valeur moyenne des mesures indépendantes, lorsqu'elles existent, que la base de données NASA/IPAC calcule le diamètre d'une galaxie et qu'en conséquence le diamètre de NGC 3222 pourrait être d'environ 33,4 kpc (∼109 000 al) si on utilisait la distance de Hubble pour le calculer.